# 彭晓
彭晓（?—954年），本姓程，字秀川，自号真一子，永康（四川崇庆）人。五代道士。
少好修煉，與擊竹子、何五雲友善。五代后蜀时，登明經科，初為朝散郎，遷升為金堂（今四川金堂）縣令，赐紫金鱼袋。偶遇異人傳授丹訣，修炼於飛鹤山。蜀主孟昶多次問他长生久视之道，彭晓回答：“以仁义治国，名如尧舜，万古不死，长生之道也。”崇尚《周易参同契》，认为人可以通过修炼成仙，并用外丹术的概念来阐述内丹术。廣政十七年（954年）十二月卒。著有《周易參同契分章通真義》及《還丹內象金鑰匙》，南宋以前注《参同契》者十九家，以彭晓为最早且通用本。